# حمزه گنجی
حمزه گنجی (متولد ۲ فروردین ۱۳۲۱ در گرگر) روان‌شناس ایرانی، استاد بازنشسته دانشگاه علامه طباطبایی و مدیر انتشارات ساوالان است. بسیاری از آثاری که او تألیف یا ترجمه کرده‌است، از جمله روانشناسی عمومی، روانشناسی پیری و روان‌شناسی هیلگارد، به عنوان کتاب درسی تدریس می‌شوند.

## زندگی
او تحصیلات ابتدایی را گرگر گذراند. پس از پایان کلاس سوم دوره اول دبیرستان، در کنکور ورودی دانشسرای مقدماتی تبریز شرکت کرد و وارد دانشسرا شد. پس از گذراندن دوره دانشسرای مقدماتی و با اخذ مدرک دیپلم ناقص، در سال ۱۳۴۰ به استخدام آموزش و پرورش درآمد. در بهمن‌ماه ۱۳۴۱ موفق به اخذ دیپلم شد. در سال ۱۳۴۴ وارد رشته فرانسه در مقطع کارشناسی دانشگاه تبریز شد و سپس مقطع کارشناسی ارشد را در رشته علوم تربیتی دانشگاه تهران گذراند. سپس از بورس دولت فرانسه برای اخذ مدرک دکترا استفاده کرد و در سال ۱۳۵۱ در شهر مونت‌پلیه فرانسه به تحصیل در رشتهٔ روانشناسی عمومی پرداخت و از دانشگاه پل والری دکترا گرفت. پس از بازگشت به ایران، در دانشگاه ابوریحان بیرونی مشغول به کار شد. پس از انقلاب فرهنگی، به تدریس دانشگاه علامه طباطبایی پرداخت و در اواخر سال ۱۳۷۳ بازنشست شد. از آن پس در دانشگاه آزاد اسلامی واحد رودهن تدریس کرده‌است.